# High Speed (film 1916)
High Speed è un cortometraggio muto del 1916 diretto da Millard K. Wilson che è anche uno degli interpreti insieme a Edith Roberts, Dana Ong e Malcolm Blevins.

## Produzione
Il film fu prodotto dalla Victor Film Company, una compagnia creata nel 1912 dall'attrice Florence Lawrence e da suo marito, il regista Harry Solter.

## Distribuzione
Il copyright del film venne registrato il 6 settembre 1916. Distribuito dall'Universal Film Manufacturing Company, uscì nelle sale cinematografiche USA il 21 settembre 1916.